# Dinka (vid)
Dinka o Kövidinka es una variedad de vid vitivinícola de uva blanca propia de Hungría. Hay plantaciones importantes cerca de la frontera húngara en Eslovenia, Croacia y Serbia.

## Sinónimos
Dinka también es conocida bajo los sinónimos de Bakar, Chtein Chiler, Crvena Dinka, Crvena Ruzica, Dinka Crvena, Dinka Mala, Dinka Rouge, Fleichstraube, Fleischtraube, Hajnalpiros, Kamena Dinka, Kamenoruziak Cerveny, Kamenoruzijak Cerveni, Kevidinka, Kövidinka, Kövidinka Rose, Kövidinka Rosovaia, Kövis Dinka, Kovidinka, Kovidinka Rose, Kovidinka Rozovaya, Kubinyi, Mala Dinka, Pankota, Pirca Voeroes, Piros Koevidinka, Raisin de Rose, Rosentraube, Roujitsa, Rusica, Ruzhitsa, Ruzica, Ruzica Crvena, Ruzike Cervena, Ruzsica, Ruzsitza, Schiller, Shtein Shiller, Sremska Ruzica, Steinschiller, Steinschiller Rother, Steinschiller Roz, Vörös Dinka, Vorosz Dinka, Werschätzer, y Werschatzer.